# Hernando Téllez
Hernando Téllez (* 22. März 1908 in Bogotá; † 1966) war ein kolumbianischer Schriftsteller und Politiker.
Téllez war als Journalist tätig. Er trat dann 1936 in den konsularischen Dienst ein, für den er bis 1939 in Marseille arbeitete. Es schlossen sich Reisen durch Europa an. Später war er Abgeordneter im Senat und gab eine Zeitschrift heraus.
Als Schriftsteller veröffentlichte er Erzählungen, Kurzgeschichten (Cenizas para el Viento, 1950) und Romane.

## Werke (Auswahl)
- Inquietud del mundo, 1943
- Bagatelas, 1944
- Luces en el bosque, 1946
- Diario, 1946
- Cenizas al viento y otras historias, 1950
- Literatura y sociedad, 1956
- Confesión de parte, 1967